# 坪内正勝
坪内 正勝（つぼうち まさかつ、1920年5月1日 - 没年不明）は、日本の経営者。富士紡績社長、会長を務めた。静岡県出身。

## 経歴・人物
1945年に東京帝国大学工学部機械工学科を卒業し、1946年1月に富士紡績に入社。1968年6月に取締役に就任し、1971年12月に常務、1977年7月に専務を経て、1980年7月に社長に就任。1984年7月に会長に就任。
1990年11月に勲三等瑞宝章を受章。